# Panesthia quinquedentata
Panesthia quinquedentata är en kackerlacksart som beskrevs av Kirby, W. F. 1904. Panesthia quinquedentata ingår i släktet Panesthia och familjen jättekackerlackor. Inga underarter finns listade i Catalogue of Life.